# Alichan Kantemir
Alichan Kantemir, ros. Алихан Кантемир, Alichan Gadojewicz Kantemirow (ur. 9 maja 1886 w Osetii w Rosji, zm. 16 kwietnia 1963 w Monachium) – azerbejdżański działacz państwowy, współorganizator i przewodniczący kolaboracyjnego Północnokaukaskiego Komitetu Narodowego podczas II wojny światowej, emigracyjny działacz i publicysta.

## Życiorys
Studiował prawo na uniwersytecie w Petersburgu. W latach 1918–1920 działał we władzach niepodległej Demokratycznej Republiki Azerbejdżanu. Po jej obaleniu przez bolszewików w 1920 r., udał się na emigrację do Turcji. Prowadził w Ankarze i Stambule działalność polityczną mającą doprowadzić do zjednoczenia wszystkich emigracyjnych środowisk północnokaukaskich. W 1934 r. przeniósł się do Niemiec. W okresie II wojny światowej podjął kolaborację z Niemcami. W 1941 r. był jednym z organizatorów Północnokaukaskiego Komitetu Narodowego w Berlinie, zostając jego przewodniczącym. Komitet prowadził działalność propagandową, oświatową i kulturalną wśród żołnierzy Legionu Północnokaukaskiego. Po zakończeniu wojny zamieszkał w zachodnich Niemczech. Działał w kaukaskich organizacjach emigracyjnych. W 1954 r. A. Kantemir stanął na czele redakcji magazynu Ełmedżele ("Елмеджеле"), wydawanego przez Instytut Badań Związku Sowieckiego w 3 językach: rosyjskim, angielskim i tureckim; był też redaktorem innych pism m.in. Kawkaz ("Кавказ"). Zmarł w Monachium w 1963 r.